# ریشارد گدلیچ
ریشارد گدلیچ (انگلیسی: Richard Gedlich; ۱۷ فوریهٔ ۱۹۰۰ – ۵ ژانویهٔ ۱۹۷۱) بازیکن فوتبال اهل آلمان بود.
از باشگاه‌هایی که در آن بازی کرده‌است می‌توان به باشگاه فوتبال درسدنر اشاره کرد.
وی همچنین در تیم ملی فوتبال آلمان بازی کرده‌است.